# Dagon (exoplaneta)

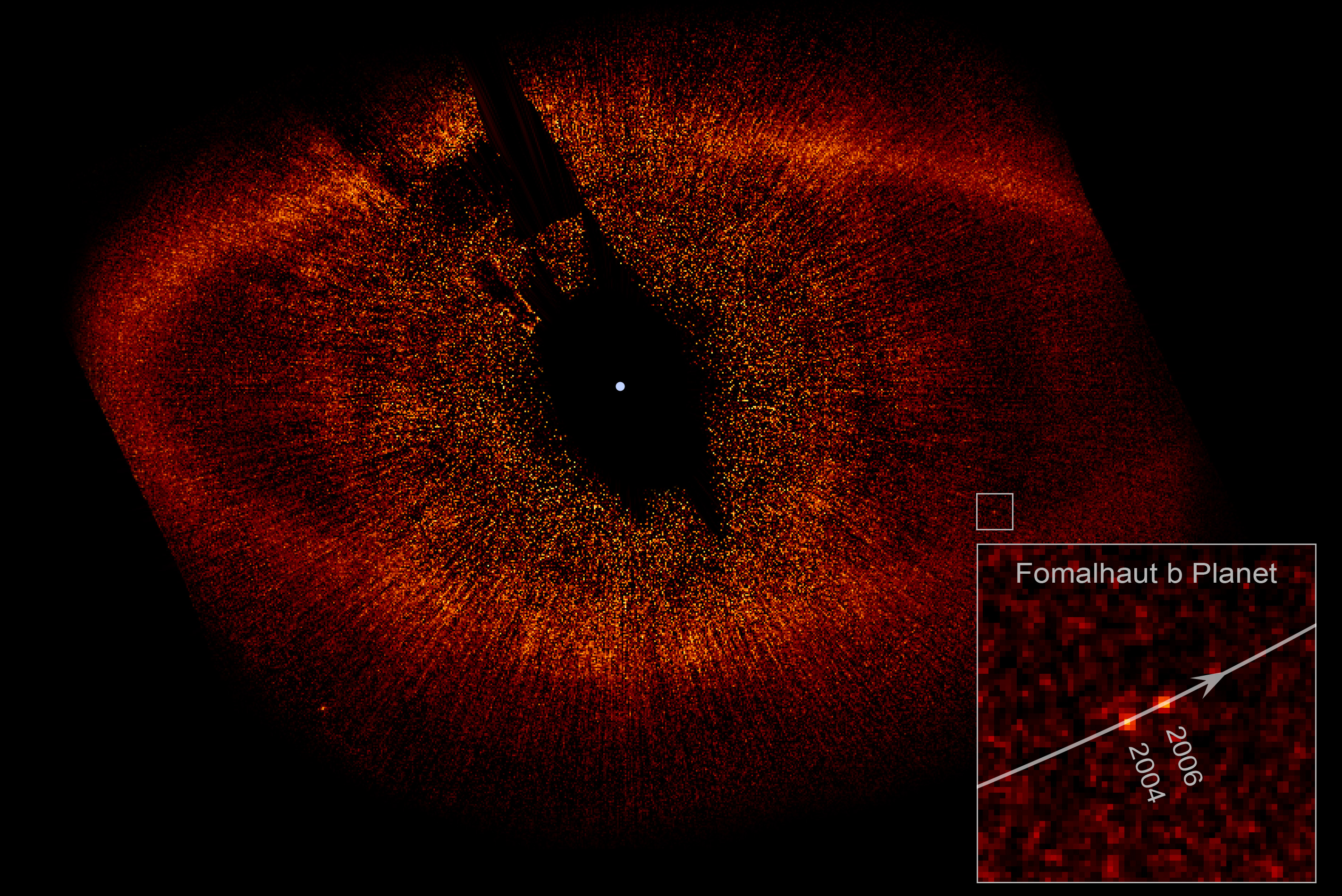
Posição de Fomalhaut b em 2004 e 2006 (NASA).

Dagon também designado como Fomalhaut b foi considerado um planeta extrassolar que orbitava a estrela Fomalhaut, três bilhões de quilómetros dentro de seu anel orbital de poeira estelar e seria o primeiro exoplaneta a ser descoberto por fotografias, após oito anos de pesquisas tentando estabelecer sua posição. Infelizmente, observações posteriores mostraram tratar-se apenas de uma muvem de poeira que se dissipou
A sua suposta existência, antes apenas teórica foi erroneamente confirmada pela NASA a 13 de novembro de 2008, quando a agência espacial norte-americana divulgou fotografias tiradas pelo telescópio espacial Hubble. Localizado a 25 anos-luz da Terra, na constelação de Piscis Austrinus, o planeta teria o tamanho de Júpiter e três vezes a sua massa e acreditava-se ser o objecto com menor massa já visto fora das vizinhanças do nosso sistema solar.
Fomalhaut b teve a sua existência descoberta em 2005, devido ao movimento de sua órbita dentro do cinturão de poeira que envolve a estrela Fomalhaut, mas foi localizado apenas em maio de 2008 pelo astrónomo Paul Kalas, através da comparação de fotografias do Hubble tiradas em 2004 e 2006.
A nuvem de poeira localizava-se a cerca de dezoito bilhões de quilômetros de sua estrela e a sua hipotética órbita em torno dela levaria 872 anos terrestres para ser completada. Também acreditava-se que era circundado por anéis, em maior quantidade e mais largos que aqueles que envolvem Saturno.

## Nuvem de poeira
Em 20 de abril de 2020, um grupo de pesquisadores da Universidade do Arizona baseado em novas fotografias publicaram na revista Proceedings of the National Academy of Sciences que o suposto planeta era apenas uma nuvem de poeira que se dissipou.